# Friedenslinde (Seifersdorf)
Die Friedenslinde ist eine Linde in Seifersdorf, einem Ortsteil der Stadt Dippoldiswalde in Sachsen. Sie steht im Lange-Grund an der Alten Meißner Straße.

## Geschichte
Die Linde an jenem Standort ist seit 1892 belegt. Die Chronik von Seifersdorf erwähnt, dass die Linde schon mehrmals vom Blitz getroffen wurde und damit ihre eigentliche Wuchshöhe verloren hat.  
Ihr Stammdurchmesser wurde im Jahr 2000 mit 5,10 Meter angegeben, was einem Alter von rund 350 Jahren entspricht.